# Nampalys Mendy
Pour les articles homonymes, voir Mendy.
Nampalys Mendy, né le 23 juin 1992 à La Seyne-sur-Mer (Var), est un footballeur international sénégalais qui évolue au poste de milieu défensif. 
Il est le cousin de Bafétimbi Gomis et d'Alexandre Mendy.

## Biographie
Né, de parents sénégalais et bissaoguinéens, dans la banlieue de Toulon, Nampalys Mendy grandit à la cité de La Beaucaire, un quartier sensible de Toulon. 

### En club

#### Préformation
En 2005, il intègre le pôle espoirs d'Aix-en-Provence, nouvellement ouvert, pour deux ans de préformation. Il y côtoie Layvin Kurzawa.

#### Formation et passage en professionnel à l'AS Monaco
Formé à l'AS Monaco, Nampalys Mendy signe son premier contrat pro en 2010, à 18 ans, pour trois saisons. Élément essentiel de la CFA 2 la saison précédente, il se révèle comme une bonne surprise de la préparation estivale 2010. À la surprise générale, il devient titulaire en début de saison en L1 face à Valenciennes. Il jouera 14 matchs de championnat et 1 en coupe. 
Après un premier match de bonne qualité à Lyon, il semble s'imposer comme un nouveau titulaire de l'AS Monaco. Il est d'ailleurs le plus jeune titulaire de Ligue 1 en début de saison. Aux côtés de Thomas Mangani notamment, il montre un jeu séduisant et même extrêmement prometteur. 
L'équipe U19 monégasque et ses coéquipiers nés en 1992 (Dennis Appiah, Layvin Kurzawa, Valentin Eysseric ou encore Terence Makengo) remporte la Coupe Gambardella en mai 2011 contre l'AS Saint-Étienne (1-1, 4 tab à 3). Il manque la finale en raison d'une suspension.
Après la descente de l'ASM en Ligue 2, Mendy s'impose en début de saison comme un rouage essentiel au milieu de terrain aux côtés de Gary Coulibaly. Une place de titulaire régulier qu'il perd à cause d'une blessure et du recrutement massif du club lors du mercato d'hiver.
Après être parvenu à maintenir l'ASM en Ligue 2 au terme de la saison 2011-2012, les dirigeants décident de faire appel à Claudio Ranieri au poste d'entraîneur. L'entraîneur italien déclare au sujet du milieu de terrain monégasque : « Je l'aime parce qu'il attaque, il est très agressif à la récupération et il touche beaucoup de ballons ». Sous ses ordres, Mendy devient petit à petit un titulaire indiscutable de l'équipe.
Mais arrivé au terme de son contrat en fin de saison, Mendy refuse de prolonger avec son club formateur pour diverses raisons et s'engage finalement à l'OGC Nice, le club voisin.

#### Montée en puissance à l'OGC Nice
À Nice, Mendy devient une pièce maitresse du jeu des Aiglons, entraîné par Claude Puel. Il est en vue dès ses débuts à Nice, où il est associé au milieu du terrain à Didier Digard, les deux joueurs se révélant complémentaires. La saison 2015-2016 du club est excellente à bien des niveaux. Le club finit 4e, une place non atteinte depuis longtemps. Cette 4e place a pour emblème le retour d'Hatem Ben Arfa en Ligue 1 (qui attire fortement l'attention sur les Aiglons, de par ses dribbles et ses buts), mais aussi son milieu. Ce milieu, adepte des passes courtes et du jeu rapide, est constitué de trois bonnes pioches de la part de l'OGC Nice. La première est Jean-Mickaël Seri, arrivé de Paços de Ferreira, la seconde est le joueur formé au club Vincent Koziello, et la troisième est Nampalys Mendy.

#### Première année mitigée à Leicester City
À la fin d'une saison 2015-2016 de L1 pleine de réussites tant personnelles que collectives pour Mendy, celui-ci est transféré de chez les Aiglons au club qui a créé la surprise en Angleterre, devenant champion de Premier League en défiant tous les pronostics, Leicester City. Les Foxes l'enrôlent pour une somme estimée à 15 millions d'euros, ce qui constitue une vente record pour Nice conjointement à celle de Loïc Rémy en 2010 et un record de dépense du club anglais à l'époque. Mendy est attendu pour évoluer à côté de son compatriote N'Golo Kanté ou en remplacement de celui-ci, ce qui se produit puisque Kanté est transféré à Chelsea. Mendy retrouve en Angleterre son ancien entraîneur à l'AS Monaco, Claudio Ranieri.
La saison 2016-2017 des Foxes sera beaucoup moins étincelante que la précédente, allant jusqu'au licenciement de Claudio Ranieri. Le club ne compte par exemple que 27 points après 27 journées de championnat. De son côté la saison de Mendy sera plus cauchemardesque qu'autre chose. En effet, le jeune joueur prometteur se blesse plusieurs fois assez grièvement, des blessures qui l'éloigneront du terrain pendant de longues périodes. Il est opéré fin 2016, vers octobre, d'une blessure à la cheville.
Le nouvel entraîneur, Craig Shakespeare, ne lui accorde pas une place de titulaire indiscutable, mais le fait quand même jouer assez régulièrement, en tant que milieu défensif gauche dans une formation en 4-2-3-1 sur le papier. Mendy participe à neuf rencontres lors de cette saison qui se termine pour lui en avril 2017 à la suite d'une blessure à une cheville, qui est traitée par chirurgie.

#### Un retour sur la Côte d'Azur
Après une expérience mitigée chez les Foxes, Nampalys revient chez les Aiglons niçois, sous les ordres de l'entraîneur suisse Lucien Favre. Mais, il effectue encore une année compliquée à l'OGC Nice.

#### Leicester de 2018 à 2023
Nampalys Mendy s'impose à son retour chez Leicester progressivement. Malgré une seconde saison où il est bien moins utilisé, il est prolongé à l'été 2020 jusqu'en juin 2022. 
Sa première partie de troisième saison 2020-2021 est remarquée, si bien qu'il est comparé à son prédécesseur français N'Golo Kanté.
Participant à 19 rencontres de Premier League en 2022-2023, son contrat se termine à la fin de cette saison.

#### Retour en France au RC Lens
Le 4 septembre 2023, Nampalys Mendy, qui ne souhaite initialement pas revenir en France, s'engage, libre de tout contrat, au RC Lens pour une durée de deux saisons. Il vient renforcer le milieu de terrain du club qui ne s'est pas révélé performant en début de saison et est un des rares joueurs du club ayant déjà disputé une rencontre de Coupe d'Europe par le passé. Son premier match avec le club artésien a lieu le 20 septembre en phase de groupes de Ligue des champions à l'extérieur face au Séville FC (1-1) où il est titulaire. L'entraîneur Franck Haise choisit alors Mendy plutôt qu'Andy Diouf en raison de son profil davantage défensif et expérimenté pour évoluer aux côtés de Salis Abdul Samed dans l'entrejeu lensois. Les deux joueurs commencent les six rencontres du club dans ce groupe B où le RC Lens termine troisième et reversé en Ligue Europa.
Après deux saisons au club, son contrat n'est pas prolongé.

## En sélection

### France jeunes
Après avoir évolué avec les moins de 18 ans la saison précédente, il est appelé avec les moins de 19 ans pour disputer le premier tour de l'Euro 2011 en octobre 2010. 
Le mois suivant, il est retenu pour la première fois équipe de France espoirs pour disputer un match amical contre la Russie, faisant de lui le joueur le plus jeune de la liste. Il connaît sa première sélection en entrant à la 82e minute lors de cette rencontre, qui voit la Russie s'imposer sur le score de 1-0.
Lors de la saison 2011-2012, il débute en équipe de France des moins de 20 ans le 10 novembre lors d'une défaite contre Israël.
Il accompagne également ses coéquipiers Florian Pinteaux, Terence Makengo et Valère Germain au Tournoi de Toulon 2012 avec les moins de 20 ans terminant à la quatrième place du tournoi.

### Équipe du Sénégal
En mars 2021, il répond favorablement à l'appel du sélectionneur Aliou Cissé et honore le 26 de ce mois sa première sélection avec Les lions de la Téranga contre le Congo pour les éliminatoires de la CAN 2021. Il dispute sa première compétition internationale lors de la Coupe d'Afrique des nations 2021. Il remporte la compétition et fait partie de l'équipe type désignée par la CAF. Le 11 novembre 2022, il est sélectionné par Aliou Cissé pour participer à la Coupe du monde 2022. Le 29 décembre 2023, il est retenu dans la liste des vingt-sept joueurs sénégalais sélectionnés par Aliou Cissé pour disputer la Coupe d'Afrique des nations 2023.

## Statistiques
| Saison                | Club                  | Championnat           | Championnat | Championnat | Championnat | Coupe nationale | Coupe nationale | Coupe nationale | Coupe de la Ligue | Coupe de la Ligue | Coupe de la Ligue | Compétition(s) continentale(s) | Compétition(s) continentale(s) | Compétition(s) continentale(s) | Compétition(s) continentale(s) | Total | Total | Total |
| Saison                | Club                  | Division              | M.          | B.          | P.d.        | M.              | B.              | P.d.            | M.                | B.                | P.d.              | Comp.                          | M.                             | B.                             | P.d.                           | M.    | B.    | P.d.  |
| 2010-2011             | AS Monaco             | Ligue 1               | 14          | 0           | 0           | -               | -               | -               | 1                 | 0                 | 0                 | -                              | -                              | -                              | -                              | 15    | 0     | 0     |
| 2011-2012             | AS Monaco             | Ligue 2               | 28          | 0           | 0           | -               | -               | -               | 1                 | 0                 | 0                 | -                              | -                              | -                              | -                              | 29    | 0     | 0     |
| 2012-2013             | AS Monaco             | Ligue 2               | 32          | 0           | 0           | -               | -               | -               | 4                 | 0                 | 0                 | -                              | -                              | -                              | -                              | 36    | 0     | 0     |
| Sous-total            | Sous-total            | Sous-total            | 74          | 0           | 0           | -               | -               | -               | 6                 | 0                 | 0                 | -                              | -                              | -                              | -                              | 80    | 0     | 0     |
| 2013-2014             | OGC Nice              | Ligue 1               | 36          | 0           | 1           | 3               | 0               | 0               | 2                 | 0                 | 0                 | C3                             | 2                              | 0                              | 1                              | 43    | 0     | 2     |
| 2014-2015             | OGC Nice              | Ligue 1               | 36          | 0           | 0           | 1               | 0               | 0               | 1                 | 0                 | 0                 | -                              | -                              | -                              | -                              | 38    | 0     | 0     |
| 2015-2016             | OGC Nice              | Ligue 1               | 38          | 1           | 2           | 1               | 0               | 0               | 1                 | 0                 | 0                 | -                              | -                              | -                              | -                              | 40    | 1     | 2     |
| 2017-2018             | OGC Nice (prêt)       | Ligue 1               | 14          | 0           | 1           | 1               | 0               | 0               | -                 | -                 | -                 | C3                             | 4                              | 0                              | 0                              | 19    | 0     | 1     |
| Sous-total            | Sous-total            | Sous-total            | 124         | 1           | 4           | 6               | 0               | 0               | 4                 | 0                 | 0                 | -                              | 6                              | 0                              | 1                              | 140   | 1     | 5     |
| 2016-2017             | Leicester City        | Premier League        | 4           | 0           | 0           | 3               | 0               | 0               | 1                 | 0                 | 0                 | C1                             | 1                              | 0                              | 0                              | 9     | 0     | 0     |
| 2017-2018             | Leicester City        | Premier League        | -           | -           | -           | -               | -               | -               | 1                 | 0                 | 0                 | -                              | -                              | -                              | -                              | 1     | 0     | 0     |
| 2018-2019             | Leicester City        | Premier League        | 31          | 0           | 0           | -               | -               | -               | 1                 | 0                 | 0                 | -                              | -                              | -                              | -                              | 32    | 0     | 0     |
| 2019-2020             | Leicester City        | Premier League        | 7           | 0           | 0           | 1               | 0               | 0               | -                 | -                 | -                 | -                              | -                              | -                              | -                              | 8     | 0     | 0     |
| 2020-2021             | Leicester City        | Premier League        | 23          | 0           | 1           | 2               | 0               | 0               | -                 | -                 | -                 | C3                             | 4                              | 0                              | 0                              | 29    | 0     | 1     |
| 2021-2022             | Leicester City        | Premier League        | 14          | 0           | 0           | -               | -               | -               | 1                 | 0                 | 0                 | -                              | -                              | -                              | -                              | 15    | 0     | 0     |
| 2022-2023             | Leicester City        | Premier League        | 19          | 1           | 0           | 3               | 0               | 1               | 2                 | 0                 | 0                 | -                              | -                              | -                              | -                              | 24    | 1     | 1     |
| Sous-total            | Sous-total            | Sous-total            | 98          | 1           | 1           | 9               | 0               | 1               | 6                 | 0                 | 0                 | -                              | 5                              | 0                              | 0                              | 118   | 1     | 2     |
| 2023-2024             | RC Lens               | Ligue 1               | 16          | 0           | 1           | -               | -               | -               | -                 | -                 | -                 | C1                             | 6                              | 0                              | 0                              | 22    | 0     | 1     |
| 2024-2025             | RC Lens               | Ligue 1               | 10          | 0           | 1           | -               | -               | -               | -                 | -                 | -                 | C4                             | 1                              | 0                              | 0                              | 11    | 0     | 1     |
| Sous-total            | Sous-total            | Sous-total            | 26          | 0           | 2           | -               | -               | -               | -                 | -                 | -                 | -                              | 7                              | 0                              | 0                              | 33    | 0     | 2     |
| Total sur la carrière | Total sur la carrière | Total sur la carrière | 322         | 2           | 7           | 15              | 0               | 1               | 16                | 0                 | 0                 | -                              | 18                             | 0                              | 1                              | 371   | 2     | 9     |

### En sélection nationale
| Saison                | Sélection             | Phases finales        | Phases finales | Phases finales | Phases finales | Éliminatoires | Éliminatoires | Éliminatoires | Matchs amicaux | Matchs amicaux | Matchs amicaux | Total | Total | Total |
| Saison                | Sélection             | Compétition           | M              | B              | Pd             | M             | B             | Pd            | M              | B              | Pd             | M     | B     | Pd    |
| --------------------- | --------------------- | --------------------- | -------------- | -------------- | -------------- | ------------- | ------------- | ------------- | -------------- | -------------- | -------------- | ----- | ----- | ----- |
| 2020-2021             | Sénégal               | -                     | -              | -              | -              | 2             | 0             | 0             | 2              | 0              | 0              | 4     | 0     | 0     |
| 2021-2022             | Sénégal               | CAN 2021              | 5              | 0              | 0              | 8             | 0             | 0             | -              | -              | -              | 13    | 0     | 0     |
| 2022-2023             | Sénégal               | Coupe du monde 2022   | 4              | 0              | 0              | 3             | 0             | 0             | 3              | 0              | 0              | 10    | 0     | 0     |
| 2023-2024             | Sénégal               | CAN 2023              | 2              | 0              | 0              | 1             | 0             | 0             | 2              | 0              | 0              | 5     | 0     | 0     |
| 2023-2024             | Sénégal               | -                     | -              | -              | -              | 2             | 0             | 0             | -              | -              | -              | 2     | 0     | 0     |
| Total sur la carrière | Total sur la carrière | Total sur la carrière | 11             | 0              | 0              | 16            | 0             | 0             | 7              | 0              | 0              | 34    | 0     | 0     |

## Palmarès

### En club
Avec l'AS Monaco, Nampalys Mendy est champion de France de Ligue 2 en 2013. 
Avec Leicester City, il remporte la Coupe d'Angleterre en 2021. Il est également finaliste du Community Shield en 2016.

### En sélection nationale
Avec la sélection du Sénégal, Mendy remporte la Coupe d'Afrique des nations en 2021.

## Vie personnelle
Nampalys Mendy est le cousin de Alexandre Mendy et de Bafétimbi Gomis, la mère du premier étant la tante de Gomis.